# Schloss Linnep

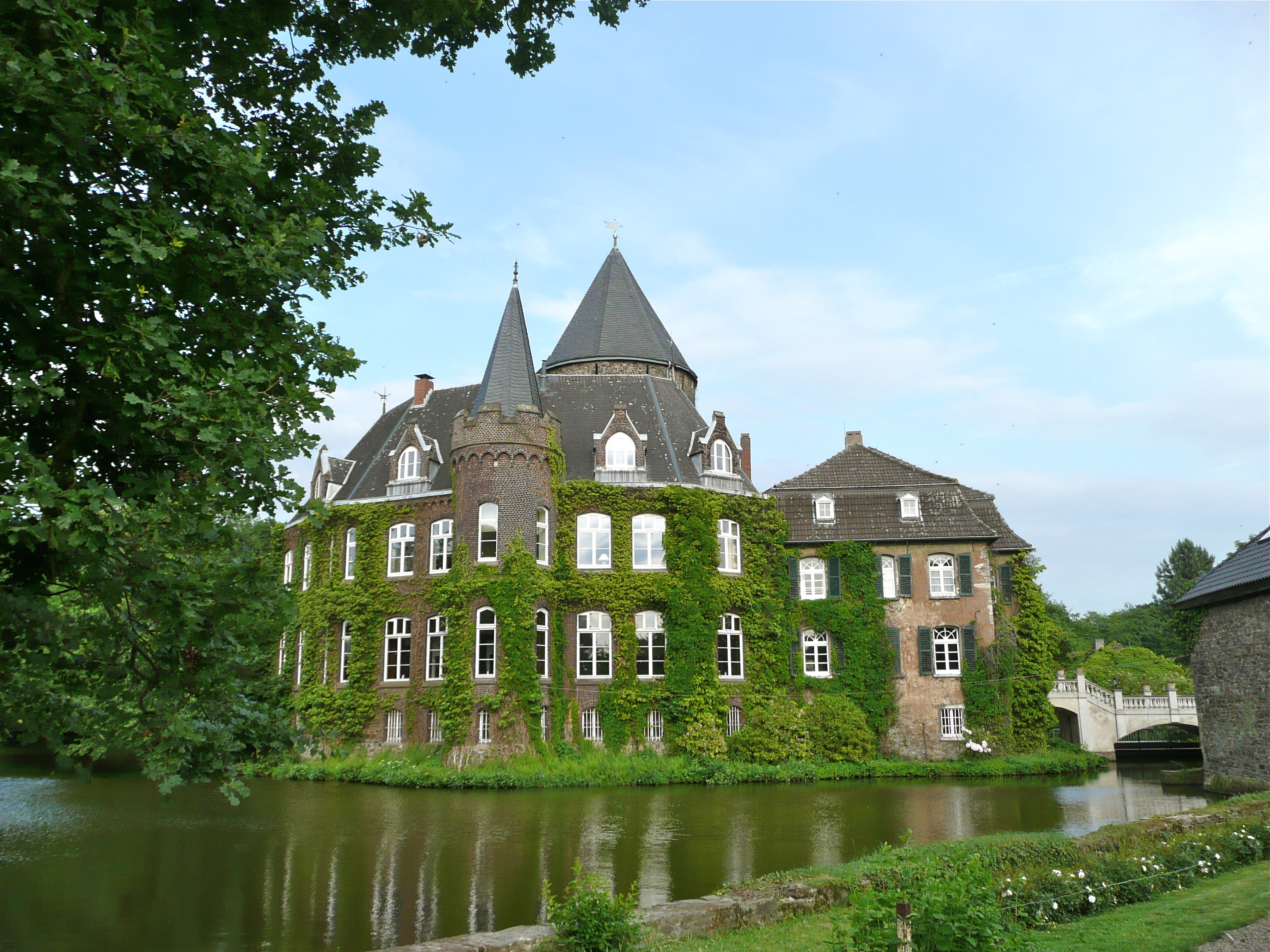
Das Schloss von der Seeseite aus

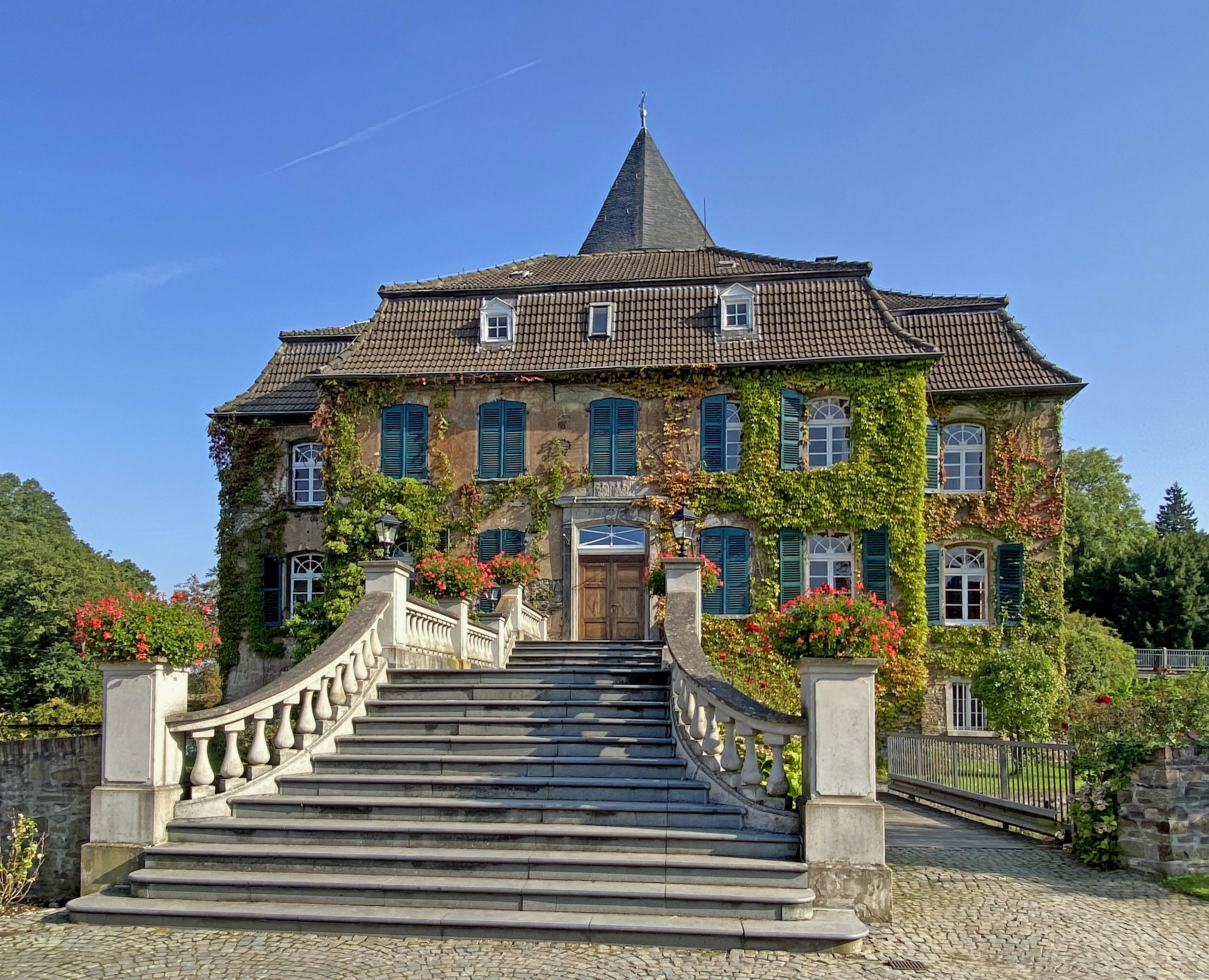
Schloss Linnep von Westen, mit der zum Haupteingang über den Graben führenden Treppe (Sept. 2023)

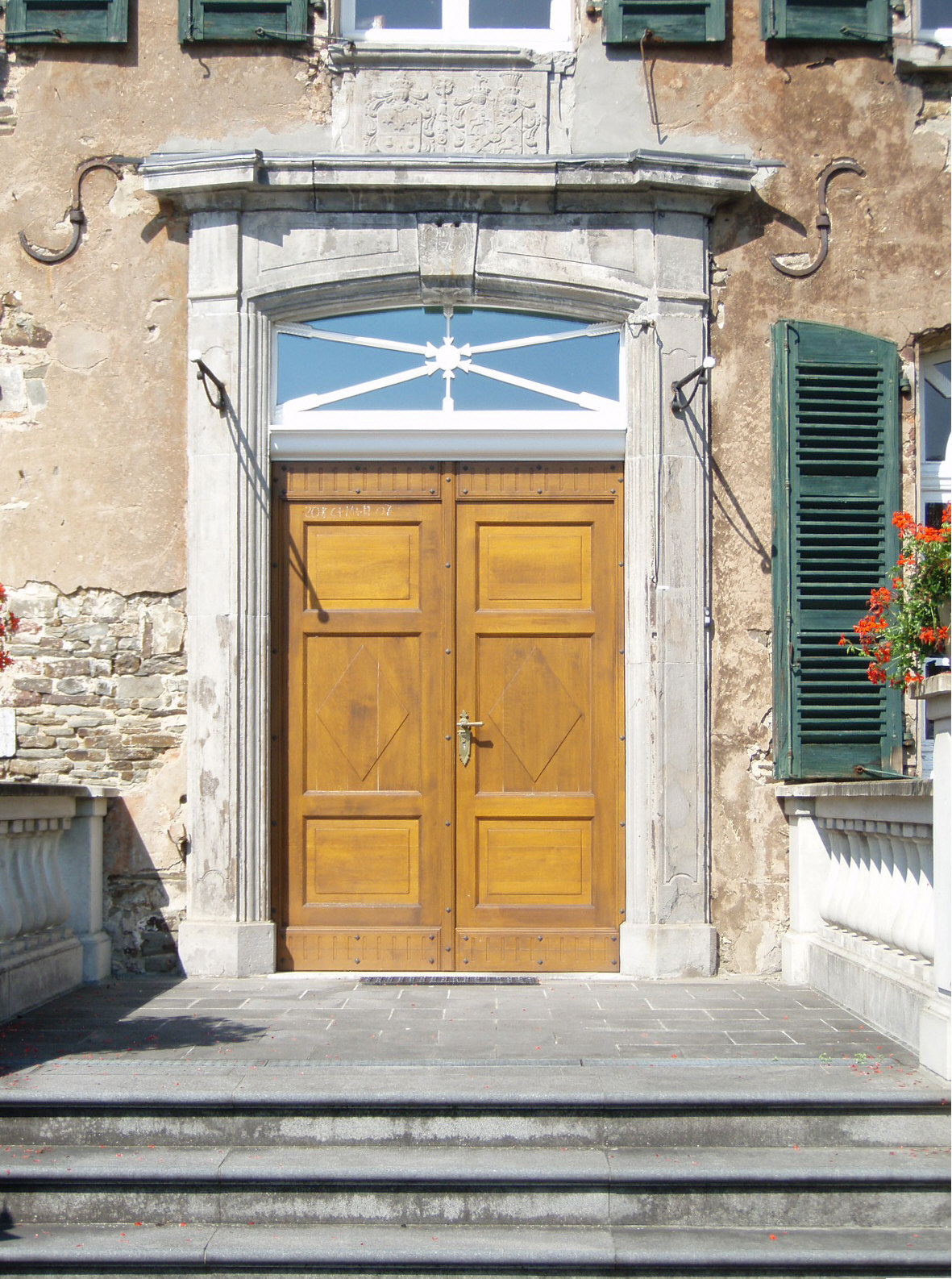
Eingangstür mit Wappen

Das Schloss Linnep, oder meist Haus Linnep genannt, ist ein Wasserschloss südsüdöstlich des Ratinger Stadtteils Breitscheid im nordrhein-westfälischen Kreis Mettmann.

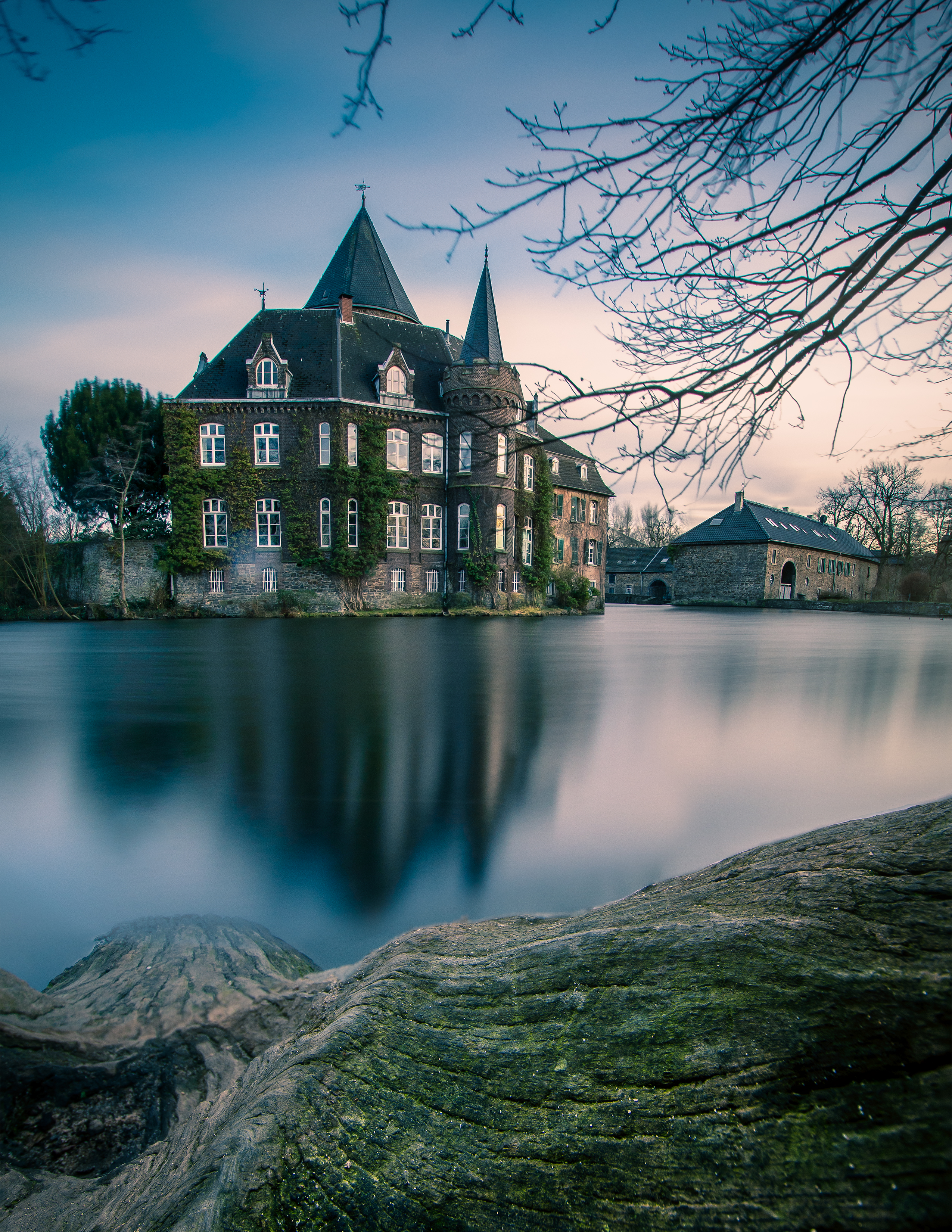
Schloss Linnep bei Sonnenuntergang

## Geschichte
Erstmals wird der Rittersitz um 1090–1120 in einer Urkunde des Stifts Kaiserswerth als linepo bzw. im Jahr 1093 in Person des Wernherus de linepe in einer Urkunde der Abtei Werden erwähnt. Die Bauart der alten Teile weist auf das 12. Jahrhundert. 1769 entstand an der Stelle der alten Burg ein Neubau, in den der runde Turm, wohl 1000 Jahre alt, mit dem Spitzdach und die Ringmauer aus der alten Anlage integriert wurden. Nach 1855 erfolgten weitere Anbauten. Die sehr kompakte Anlage wird von einer großen Gräfte umgeben, die vom kleinen Hummelsbach durchflossen wird. Zugang zum Schloss ist heute eine ausladende Treppe über die Gräfte. Der Hof davor ist als Vorburg befestigt und besteht aus einer Toranlage mit Wirtschaftsgebäuden. 
Südwestlich des Schlosses befindet sich der schlichte Saalbau der 1684 eingesegneten Waldkirche Linnep, einer der ältesten reformierten Kirchen im Rheinland. Daneben findet sich der Fachwerkbau der ehemaligen Schlossmühle, die am Hummelsbach errichtet wurde, viele Jahre Wirtshaus war und heute Teil des dahinter stehenden Reitstalles ist.
Haus Linnep (oder Lennep) war bis 1802 der Kern der Herrschaft Linnep. Die Ritter und Herren zu Linnep (Linepe, Lynepe) besaßen die Burg bis 1461. Eine Bastardlinie entwickelte sich zum noch heute blühenden, niederländischen Adelsgeschlecht Van Lennep. Durch die am 29. September 1461 vollzogene Heirat von Eva (* um 1420; † 1483), Erbtochter von Dietrich von Linnep und Elisabeth von Sayn, mit Friedrich von Neuenahr-Alpen kam die Herrschaft an die Grafen von Limburg. Ab 1582 bewohnte die freiherrliche Familie von Isselstein aus dem Haus Egmond, die der reformierten Konfession angehörte, Haus Linnep, zunächst als Pfand, dann ab 1643 erblich durch Kauf.
Im Zuge der Reformation versammelten sich die evangelischen Christen in Linnep bis 1684 im Schloss, dem Wohnsitz ihres Schutzherrn. Ab 1684 konnten die ersten Gottesdienste in einer eigenen Kirche auf einem Grundstück nahe dem Schloss, das der damalige Schlossherr Freiherr Vincent Schott von Isselstein der Gemeinde schenkte, gefeiert werden.
Ab 1731 erfolgten häufige Besitzerwechsel. 1855 wurde das Schloss von Ferdinand Reichsgraf von Spee, jüngerer Bruder des Grafen auf Schloss Heltorf, gekauft und das dazugehörige Waldgebiet auf über 300 Hektar vergrößert. Bis in die 1990er Jahre befand sich im neuesten Schlossflügel das Archiv des Kreises Mettmann. Das Schloss war privater Wohnsitz des Landwirtes und langjährigen CDU-Lokalpolitikers Clemens Graf von Spee (1929–2011) und seiner Familie. 
Im Jahr 2008 übernahmen Isabella und Wilderich Freiherr von Ketteler Schloss Linnep. Seit 2010 gibt es die Möglichkeit, in Schloss Linnep standesamtlich zu heiraten.
Nach dem Orkan Kyrill (2008) und dem Unwetter Ela (2014) wurden das Schloss und sein Umfeld in einen guten Zustand versetzt.